# 貝利什切
貝利什切是克羅地亞的城鎮，位於該國東部德拉瓦河畔，毗鄰與匈牙利接壤的邊境，由奧西耶克-巴拉尼亞縣負責管轄，面積69平方公里，2001年人口11,786。

## 外部連結
- Official site （页面存档备份，存于）